# Joan Mas i Bauzà
Pour les articles homonymes, voir Joan Mas et Bauzà.
Joan Mas i Bauzà, né à Deià le 8 février 1928 et mort le 19 août 1992, est un dramaturge majorquin de langue catalane.

## Œuvre
- 1953 : Sa padrina
- 1955 : En Tià Taleca
- 1961 : El món per un forat
- 1963 : Un senyor damunt un ruc
- 1966 : Escàndol a Camp de Mar
- 1975 : Una dona és per a un rei
- 1981 : L'espectacle
- 1981 : Molta feina i pocs doblers

## Distinctions
- 1980 : Prix Sant Jordi du roman pour L'espectacle.